# Antonio Juan de Vildósola
Antonio Juan de Vildósola y Mier (Bilbao, 1829-Bilbao, 31 de diciembre de 1893) fue un escritor, político y periodista español.

## Biografía
Nacido en 1829 en Bilbao, cursó sus primeros estudios en el colegio de San Ignacio de Loyola hasta la expulsión de los jesuitas en 1840. Posteriormente estudió en un centro educativo francés, aplicándose en Dicción francesa y Música. Cursó tres años de Filosofía en el colegio de humanidades de Bilbao adjunto a la Universidad de Valladolid de 1841 a 1845. Seguidamente, realizó en dicho centro los estudios de Jurisprudencia, obteniendo el 28 de septiembre de 1849 el grado de Bachiller en la Universidad de Valladolid, completando sus estudios en Madrid y Francia.
El 23 de noviembre de 1855 solicitó la plaza de agregado diplomático en Viena. Pese al nombramiento real de agregado diplomático supernumerario sin sueldo con destino a Berna y Fráncfort el 15 de diciembre de 1855, no acudió al mismo. En 1856 contrajo matrimonio con la hija de Pedro de la Hoz, director del periódico carlista La Esperanza.
De ideología tradicionalista, fue redactor de La Esperanza, cuya redacción abandonó, según Antonio de Valbuena, por desavenencias con Pedro de la Hoz. Posteriormente fue director de La Regeneración (1860), Altar y Trono (1869) y La Fe (1875). Colaboró también en La Ilustración Católica y El Correo Español.
Fue traductor de una Vida de Nuestro Señor Jesucristo del francés Louis Veuillot. Por discutir la legitimidad de la reina Isabel II fue condenado a tres meses de prisión. Tras la Revolución de 1868, publicó tres folletos de actualidad política: La solución española en el rey y en la ley (1868), Las apariencias y la realidad de la fusión dinástica (1869) y A la luz del incendio. Últimas barricadas en París y primeras restauraciones en Europa (1871), sobre la Comuna de París y en la que interpretaría estos sucesos como una consecuencia última del liberalismo.
En el plano político formó parte de la Junta central católico-monárquica y obtuvo acta de diputado a Cortes en las elecciones de 1869 por Bilbao y en las de 1871 y abril de 1872 por Guernica. Durante la votación sobre la elección de Amadeo de Saboya como rey de España, amenazó en las Cortes con combatirle «por todos los medios». Fue encarcelado por el gobierno tras estallar la tercera guerra carlista, a pesar de su inviolabilidad de diputado electo. Posteriormente fue liberado y pudo marchar al norte, a la zona controlada por los carlistas en armas.
Tras la guerra tuvo, como director de La Fé, un sonado enfrentamiento con los directores de El Siglo Futuro, Cándido y Ramón Nocedal, partidarios de una actitud más intransigente dentro del carlismo. Falleció en Bilbao el 31 de diciembre de 1893.

## Obras
- Vida de nuestro señor Jesucristo (2ª ed., 1865), traducción de libro de Louis Veuillot.[8]
- La solución española en el rey y en la ley (2ª ed., 1868).[16]
- Las apariencias y la realidad de la fusión dinástica (1869).[10]
- A la luz del incendio: últimas barricadas en París y primeras restauraciones en Europa (1871).[12]